# Agrypnus apodixus
Agrypnus apodixus es una especie de escarabajo del género Agrypnus, tribu Agrypnini, familia Elateridae. Fue descrita científicamente por Candèze en 1865.
Se distribuye por Filipinas, en Mindoro, Mindanao, Luzón, islas Babuyán y Camiguín.